# اختبار إتقان اللغة الكورية
اختبار إتقان اللغة الكورية ، أو (بالكورية: KLPT ) ، هو اختبار الكفاءة لغير الناطقين باللغة الكورية . يتم تقديمه من قبل جمعية اللغة الكورية وهو بديل رئيسي لاختبار الكفاءة في اللغة الكورية (أو TOPIK) ، يقدمه Korea Institute for Curriculum and Evaluation [الكورية]
 (KICE). 
يُقيِّم اختبار KLPT القياسي قدرات اختبار المتقدم على الحياة اليومية والعمل، والإعدادات المهنية والتعليمية في كوريا.  يوجد أيضًا Basic-KLPT ، أو B-KLPT ، «يقيّم ما إذا كان لدى الممتحنين قدرة اتصال أساسية أم لا.» 

## روابط خارجية
- صفحة KLPT الرئيسية (باللغة الكورية، يلزم فتح Windows (اعتبارًا من ديسمبر 2012)) (بالكورية)